# Katarzyna Marszałek
Katarzyna Marszałek (ur. 1980 we Włocławku) – polska pedagog, nauczycielka akademicka, doktor habilitowana nauk społecznych w zakresie pedagogiki, profesor Uniwersytetu Kazimierza Wielkiego w Bydgoszczy, pracowniczka socjalna, doradczyni zawodowa, mediatorka, trenerka, tutorka. Od 1988 roku związana z harcerstwem, od grudnia 2007 roku w stopniu harcmistrza, pełniąc liczne funkcje od drużynowej po dotyczące m.in.: funkcjonowania pionów metodycznych, zespołu programowego, komisji stopni instruktorskich, zespołu kadry kształcącej i inne na szczeblu hufca, chorągwi i głównej kwatery.

## Publikacje
- 2023 Cele wychowania harcerskiego Związku Harcerstwa Polskiego i Związku Harcerstwa Rzeczypospolitej. Analiz porównawcza w latach 1989-2019, w świetle wybranych dokumentów, Wydawnictwo Uniwersytetu Kazimierza Wielkiego, Bydgoszcz, ISBN 978-83-8018-587-6
- 2018 Harcerska lista (nie)obecności. Analiza polskiej bibliografii harcerstwa za lata 1989–2017, Oficyna Wydawnicza Impuls, Kraków, Oficyna Wydawnicza Impuls, Kraków, ISBN 978-83-8095-531-8
- 2018 Wybór źródeł do dziejów ZHP i ZHR w latach 2017–2018, Oficyna Wydawnicza Impuls, Kraków, ISBN 978-83-8095-532-5.
- 2017 Wybór źródeł do dziejów ZHR, Tom I – Utworzenie i rozwój Związku Harcerstwa Rzeczypospolitej (1989-1999), Oficyna Wydawnicza Impuls, Kraków, ISBN 978-83-7850-890-8.
- 2017 Wybór źródeł do dziejów ZHR, Tom II – Rozwój Związku Harcerstwa Rzeczypospolitej, Oficyna Wydawnicza Impuls, Kraków, ISBN 978-83-7850-891-5.
- 2017 Wybór źródeł do dziejów ZHR, Tom III – Statuty, komentarze i inne dokumenty dotyczące Przyrzeczenia i Prawa Harcerskiego (1989–2016), Oficyna Wydawnicza Impuls, Kraków, ISBN 978-83-8095-176-1.
- 2017 Wybór źródeł do dziejów ruchu harcerskiego. Ruch harcerski w latach 1980–1989, Oficyna Wydawnicza Impuls, Kraków, ISBN 978-83-8095-131-0.
- 2017 Wybór źródeł do dziejów ZHP, Tom I – Utworzenie ogólnopolskiego Związku Harcerstwa Polskiego i czas próby ruchu harcerskiego (1918-1944), Oficyna Wydawnicza Impuls, Kraków, ISBN 978-83-8095-216-4.
- 2017 Wybór źródeł do dziejów ZHP, Tom II – Walka, sowietyzacja, odwilż, kryzys i upadek (1944–1988), Oficyna Wydawnicza Impuls, Kraków, ISBN 978-83-8095-217-1.
- 2017 Wybór źródeł do dziejów ZHP, Tom III – Odrodzenie ruchu harcerskiego, trudne lata demokracji (1989–2014), Oficyna Wydawnicza Impuls, Kraków, ISBN 978-83-8095-218-8.
- 2016 Dziedzictwo którego nie można odrzucić, Oficyna Wydawnicza Impuls, Kraków, ISBN 978-83-7850-889-2.
- 2012 Studia i materiały z dziejów Związku Harcerstwa Polskiego w latach 1918–1939, Wydawnictwo Kujawsko-Pomorskiej Szkoły Wyższej, Bydgoszcz, ISBN 978-83-89914-41-5.

## Współautorka
- 2022 Przemysław Grzybowski, Katarzyna Marszałek, „Harcerska kultura śmiechu w Polsce. O śmiechu i nie tylko w harcerskim Prawie, edukacji, służbie i twórczości", Oficyna Wydawnicza „Impuls”, Kraków, ISBN 978-83-66990-60-9.
- 2019 Krzysztof Kobus, Halina Krystowczyk, Aleksandra Michalak, Dominika Patyna, Teresa Ulanowska, „Dobre słowa druha Wicka a mowa nienawiści. Propozycje działań dla zuchenek i zuchów, harcerek i harcerzy, harcerek i harcerzy starszych, wędrowniczek i wędrowników, instruktorek i instruktorów oraz seniorek i seniorów”, Oficyna Wydawnicza „Impuls”, Kraków, ISBN 978-83-8095-798-5.
- 2019 Przemysław Grzybowski, Katarzyna Marszałek, Joanna Brzozowska, Dom na szwederowskiej skarpie. Obrazki z historii bydgoskiego sierocińca w czasach od Henryka Dietza do Leona Stobrawy, Oficyna Wydawnicza „Impuls”, Kraków, ISBN 978-83-8095-289-8
- 2017 Przemysław Grzybowski, Katarzyna Marszałek, W naszym Domu... Tom 1. Bydgoski Zespół Placówek Opiekuńczo-Wychowawczych wczoraj i dziś, Oficyna Wydawnicza Impuls, Kraków, ISBN 978-83-8095-283-6.
- 2017 Przemysław Grzybowski, Katarzyna Marszałek W naszym Domu... Tom 2. Bydgoski Zespół Placówek Opiekuńczo-Wychowawczych w kronikach i albumach, Oficyna Wydawnicza Impuls, Kraków, ISBN 978-83-8095-289-8.
- 2011 Kazimierz Ciżkowicz, Katarzyna Marszałek Ewaluacja jakości kształcenia. Poszukiwania, pola badań, rozstrzygnięcia, Wydawnictwo Kujawsko-Pomorskiej Szkoły Wyższej, Bydgoszcz, ISBN 978-83-89914-38-5.